# Anne Francis
Anne Lloyd Francis (Ossining, 16 de setembro de 1930 – Santa Barbara, 2 de janeiro de 2011) foi uma atriz estadunidense.
Participou de grandes produções americanas das décadas de 1950 e 1960, entre estes: "Planeta proibido" e "Honey West".

## Filmografia
- This Time for Keeps (1947) (não creditada)
- Summer Holiday (1948)
- Portrait of Jennie (1948) (não creditada)
- So Young So Bad (1950)
- The Whistle at Eaton Falls (1951)
- Elopement (1951)
- Lydia Bailey (1952)
- Dreamboat (1952)
- A Lion Is in the Streets (1953)
- The Rocket Man (1954)
- Susan Slept Here (1954)
- Rogue Cop (1954)
- Bad Day at Black Rock (1955)
- Battle Cry (1955)
- Blackboard Jungle (1955)
- The Scarlet Coat (1955)
- Forbidden Planet (1956)
- The Rack (1956)
- The Great American Pastime (1956)
- The Hired Gun (1957)
- Don't Go Near the Water (1957)
- The Crowded Sky (1960)
- The Girl of the Night (1960)
- The Satan Bug (1965)
- Brainstorm (1965) (1965)
- Funny Girl (1968)
- More Dead Than Alive (1968)
- Impasse (1969)
- Hook, Line & Sinker (1969)
- The Love God? (1969)
- Pancho Villa (1972)
- Haunts of the Very Rich (1972)
- Survival (1976)
- Born Again (1978)
- Return (1986)
- The Double 0 Kid (1992)
- Lover's Knot (1996)